# Saint-Léger-lès-Domart
Saint-Léger-lès-Domart (picardisch: Saint-Ngé-lès-Donmart) ist eine nordfranzösische Gemeinde mit 1813 Einwohnern (Stand 1. Januar 2022) im Département Somme in der Region Hauts-de-France. Die Gemeinde liegt im Arrondissement Amiens und gehört zum Kanton Flixecourt.

## Geographie
Saint-Léger-lès-Domart liegt rund 2,5 Kilometer südlich von Domart-en-Ponthieu nördlich der Nièvre, in die hier der von Norden kommende Domart einmündet, zwischen Berteaucourt-les-Dames im Osten und Ville-le-Marclet im Westen. Bahnanschluss wird von Flixecourt durch ein Industriegleis (auf der Trasse einer Bahnstrecke im Tal der Nièvre) hergestellt. Zu Saint-Léger gehört die Cité-Saint-Jean im Westen, während die frühere Mühle Le Clapet im Tal des Domart außerhalb des Gemeindegebiets liegt.

## Einwohner
| 1962 | 1968 | 1975 | 1982 | 1990 | 1999 | 2006 | 2011 |
| ---- | ---- | ---- | ---- | ---- | ---- | ---- | ---- |
| 1762 | 2126 | 2105 | 1940 | 1716 | 1758 | 1751 | 1871 |

## Verwaltung
Bürgermeister (maire) ist seit 2001 Daniel Laurent.

## Sehenswürdigkeiten
- Arbre de la Croix oberhalb des Orts (altes Wallfahrtsziel von Berteaucourt-les-Dames)